# Tropocyclops frequens
Tropocyclops frequens – gatunek widłonoga z rodziny Cyclopidae. Nazwa naukowa tego gatunku skorupiaków została opublikowana w 1931 roku przez niemieckiego zoologa Friedricha Kiefera.